# Cartman anális beültetése
A Cartman anális beültetése (Cartman gets an Anal Probe) a South Park című rajzfilmsorozat legelső része (az 1. évad 1. epizódja). Elsőként 1997. augusztus 13-án sugározták az Egyesült Államokban. Az epizód megismerteti velünk a főbb szereplőket, vagyis Ericet, Kyle-t, Stant, Wendy-t, és Kenny-t, akik meg akarják menteni Ike-ot az idegenektől. Az epizód írása alatt a sorozat készítőinek még nem volt szerződésük a Comedy Centrallal, később Parker azt mondta, hogy nagy volt a "nyomás" az internetes rövidfilmek miatt. A pénz hiánya miatt a készítők még csak sima papírkivágásokat alkalmaztak és stop motion technikát. Ezért ez az egyetlen South Park epizód, amely számítógépes animáció nélkül készült el.

## Cselekmény
A történet a buszmegállóban kezdődik. Miközben a buszt várják, Cartman elmeséli a többieknek, hogy álmában elrabolták az idegenek és anális beültetést végeztek el rajta. Stanék próbálják meggyőzni, hogy az eset valójában nem álom volt, de Cartman nem hisz nekik. Közben felbukkan Séf bácsi és megkérdezi, látták-e az idegen űrhajót, ezzel akaratlanul is alátámasztva Stan állítását. Miután a gyerekek beszállnak a buszba, Kyle észreveszi, hogy az idegenek elfogták az öccsét, Ike-ot, de a buszsofőr, Vackor néni nem hajlandó megállítani a buszt.
Eközben a közeli farmon több marhát is kifordítottak az idegenek, de Barbrady rendőr szerint semmi szokatlan nincs a dologban. A tehenek észreveszik az idegeneket és ijedtükben a vasútállomásra menekülnek, Barbrady pedig követi őket.
Wendy az étkezdében randira hívja Stan-t, aki zavarában elhányja magát (ez visszatérő motívum  lett a sorozat korai epizódjaiban). Amikor Séf bácsi megtudja, hogy Kyle öccsét elrabolták, felszólítja a gyerekeket, hogy keressék meg. Séf meghúzza a tűzjelzőt, hogy Kyle-ék kijuthassanak az iskolából.
Hogy odacsalják az idegeneket, Stan, Wendy és Kyle kikötözi Cartmant egy fához, akinek hátsójából hirtelen előtör egy hatalmas antenna. Hamarosan az idegenek is felbukkannak és magukkal hozzák Ike-ot, akit Kyle rávesz, hogy ugorjon le az űrhajóról. Az idegenek eközben bocsánatot kérnek a tehenektől, majd Cartmant magukkal viszik az űrhajóval, de másnap reggelre visszahozzák.Mérgesen veszi tudomásul hogy ami történt nem álom volt.

## Kenny halála
- Kennyt az idegenek egy sugárnyalábbal kilökik az úttestre, ezután eltapossák a tehenek, majd elüti egy autó. Végül a tetemét egerek hordják el (ez szintén visszatérő geg lett a későbbiekben).

## Érdekességek
- Szintén ez az egyetlen olyan epizód, melyet Trey Parker és Matt Stone teljesen egyedül készített el. Ez az epizód 3 hónap alatt készült el.
- Ebben a részben Kalap úrnak még nincsenek szemei, a későbbiekben viszont már vannak.
- A rész előtt készült egy "Sugározatlan Pilot". Szerepelt benne Cartman apja és nővére, az ötödikesek (azaz a hatodikosok) Pip és Gólem nővér. Az alapmű ugyanaz, de néhány részletet kihagytak, illetve hozzáadtak a sugárzott, hivatalos 1x1 részhez.

## Bakik
- Amikor a gyerekek először mennek oda Séf bácsihoz, a „CHEF” felirat a kötényén kisbetűvel szerepel, majd később felváltva lesz kis- és nagybetűs.
- Amikor a gyerekek a buszon ültek, folyton változott a létszámuk. Először csak 4-en voltak, aztán többen lettek.